# 安德里伊夫卡 (顿涅茨市镇)

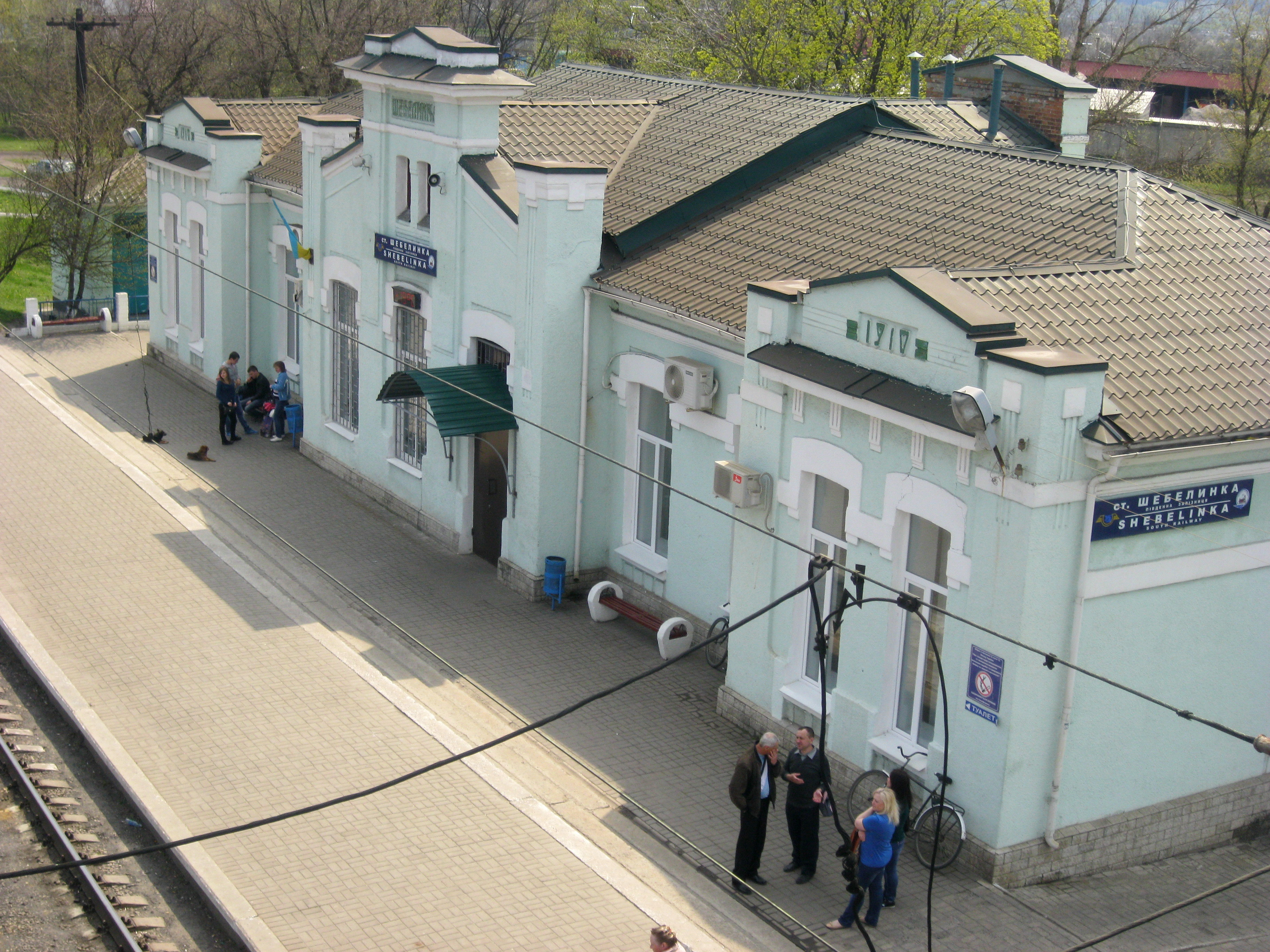
镇内的火车站

49°32′5″N 36°37′17″E / 49.53472°N 36.62139°E
安德里伊夫卡（烏克蘭語：Андріївка）是烏克蘭東部哈爾科夫州伊久姆區顿涅茨市镇内的市級鎮。處於北頓涅茨河畔，面積15.86平方公里，海拔高度95米，2022年人口8,372，2024年人口7,558，人口密度每平方公里611.9人。